# Podnoszenie ciężarów na Letnich Igrzyskach Olimpijskich 1920 – waga ciężka mężczyzn
Zawody w wadze ciężkiej mężczyzn były jedną z konkurencji w podnoszeniu ciężarów na Letnich Igrzyskach Olimpijskich 1920. Zawody odbyły się w dniu 31 sierpnia. W zawodach uczestniczyło 6 zawodników z 5 państw.

## Wyniki
Każdy zawodnik miał trzy próby. Wynik końcowy stanowiła suma wszystkich podniesionych przez zawodnika ciężarów.
| Pozycja | Zawodnik         | 1  | 2    | 3   | Wynik |
| ------- | ---------------- | -- | ---- | --- | ----- |
| 1       | Filippo Bottino  | 70 | 75   | 120 | 265   |
| 2       | Jos Alzin        | 65 | 75   | 120 | 260   |
| 3       | Léon Bernot      | 65 | 75   | 115 | 255   |
| 4       | Ejnar Jensen     | 60 | 75   | 115 | 250   |
| 5       | Otto Brunn       | 60 | 80   | 110 | 250   |
| 6       | Joseph Duchateau | 65 | 72,5 | 110 | 247,5 |